# Sant Coat de Rasés
Sant Coat de Rasés (en francès Saint-Couat-du-Razès) és un municipi del departament de l'Aude, a la regió d'Occitània.